# Charmaine
Charmaine ist der Titel eines Liedes von Ernö Rapée und Lew Pollack aus dem Jahre 1923, welches vor allem in der instrumentalen Interpretation von Mantovani bekannt geworden ist.

## Entstehungsgeschichte und frühe Aufnahmen
1926 entstand in den USA der Stummfilm Rivalen, ein im besetzten Frankreich des Ersten Weltkriegs angesiedeltes Drama nach dem gleichnamigen Bühnenstück von Maxwell Anderson. Als Begleitmusik für die Kinovorführungen des Films komponierte Ernö Rapée mit einem Text von Lew Pollack unter anderem den nach der weiblichen Hauptfigur des Stücks („Charmaine de la Cognac“) benannten Walzer Charmaine, den sie 1927 auch kommerziell veröffentlichten.
Innerhalb weniger Monate wurde das in E-Dur geschriebene Lied (in der Form AA’A’’B) von verschiedenen Vokalisten und Orchestern der Zeit aufgegriffen. Zu den ersten Schallplattenaufnahmen von Charmaine zählen die Version des damals sehr populären Tenors Lewis James sowie die Einspielung von Guy Lombardo mit seinen Royal Canadians und dem Gesang seines Bruders Carmen Lombardo (beide 1927).
Einen guten Eindruck davon, wie das Stück seinerzeit im Stummfilmkino geklungen haben mag, vermittelt heutigen Hörern die Aufnahme, die Nathaniel Shilkret 1927 mit dem Victor Salon-Orchester einspielte.
Eine Aufnahme auf der Kimball-Kinoorgel des Roxy Theatre in New York durch den Organisten Lew White mit Violinsolo des Geigers Frederick Fradkin ist auf einer Brunswick-Platte aus demselben Jahre erhalten.
Weitere populäre Aufnahmen stammen von den Orchestern Jimmy Lunceford (1935) und Harry James (1944). Im Bereich des Jazz wurde der Song u. a. von Lud Gluskin, Harry James, Nappy Lamare, Pud Brown, Hal Singer, Neal Hefti, Gene Ammons, Arnett Cobb, Eddie „Cleanhead“ Vinson, Tommy Dorsey, Billy May, Helmut Brandt, Dorothy Ashby und Earl Bostic gecovert; der Diskograf Tom Lord listet im Bereich des Jazz insgesamt 160 (Stand 2015) Coverversionen.
Mit dem Film wurde das Lied 1927 auch in Deutschland bekannt. Dort spielten es das Orchester von Dajos Béla und die „Jazzband-Kapelle“ Lewinnek auf Platten ein. Auch von Egon Kaiser (als „Tanz-Orchester Mario Elki“) gibt es eine Aufnahme.

## Mantovani
Einem weltweiten Publikum bekannt wurde Charmaine vor allem durch Mantovani, der das Lied mit einem Arrangement von Ronald Binge erstmals 1951 in dem für ihn typischen Sound der „Cascading Strings“ als Single in Großbritannien herausbrachte und damit auch insgesamt fünf Monate lang in den US-amerikanischen Billboard-Charts vertreten war. Für Mantovani wurde Charmaine eine Art Erkennungsmelodie, die er später noch mehrfach erneut einspielte, etwa für An Album In Waltz Time (1955).

## Weitere Interpreten

The Bachelors – Charmaine

Im Gefolge Mantovanis entstanden bereits 1951 zahlreiche weitere vokale und instrumentale Fassungen, unter anderem vom Orchester Paul Weston mit dem Norman Luboff Choir, von Vaughn Monroe und von Gordon Jenkins mit Gesang von Bob Carroll; 1952 folgte eine instrumentale Einspielung von Billy May, 1953 die Version von Helmut Zacharias.
Frank Sinatra veröffentlichte 1962 seine von Gordon Jenkins arrangierte Aufnahme des Liedes auf seinem Album All Alone.
1958 nahmen Bill Haley & His Comets eine nicht mehr im Walzertakt gehaltene Fassung auf. Die irische Gesangsgruppe The Bachelors kam 1963 mit ihrer von Shel Talmy produzierten Aufnahme von Charmaine bis auf Platz 6 der britischen Hitparade.
Zu den Interpreten des Stücks zählen außer den genannten unter anderem auch Tex Beneke, Vic Damone, Tommy Dorsey, The Four Freshmen, Erroll Garner,
James Last, Michel Legrand, Lou Rawls und Jim Reeves.

## Verwendung
- In der 1963 entstandenen, besonders in Deutschland durch seine alljährliche Ausstrahlung zu Silvester populären, NDR-Fernsehproduktion des Sketches Dinner for One ist zu Beginn eine Instrumentalfassung von Charmaine zu hören, während Heinz Piper die Einleitungsworte spricht. Die Aufnahme stammt vom Orchester Victor Silvester.
- In der, ebenfalls alljährlich zu Silvester vom NDR-Fernsehen gesendeten, Aufzeichnung der Komödie Tratsch im Treppenhaus des Ohnsorg-Theaters von 1966 spielt die illegale Untermieterin Heike Seefeld im zweiten Akt das Lied auf dem Plattenspieler in ihrer Kammer in einer (für das Theaterstück notwendigerweise künstlich gestreckten) Instrumentalversion.
- Die Version Charmaine wurde von Monty Python’s Flying Circus zweimal verwendet:
  - im Sketch Seduced Milkmen in der ersten Staffel;
  - in einem Sketch über homosexuelle Fußballer in der zweiten Staffel.
- Eine Version von Mantovani wird in der Serie Twin Peaks in Folge 10 von Staffel 3 (2017) verwendet.
- Daneben wird das Stück in folgenden Filmen  verwendet:
  - Das Schreckenskabinett des Dr. Phibes (1971)
  - Derrick – Madeira (1975)
  - Einer flog über das Kuckucksnest (1975)
  - The Green Mile (1999)
  - Die Insel (2005)
  - Cheyenne – This Must Be the Place (2011)
  - The Rum Diary (2011)